# Pythagoras
Pythagoras xứ Samos (tiếng Hy Lạp cổ: Πυθαγόρας ὁ Σάμιος, đã Latinh hoá: Pythagóras ho Sámios, n.đ. 'Pythagoras người Samos', hoặc Πυθαγόρας; Πυθαγόρης trong tiếng Hy Lạp Ionia; k. 570 – k. 495 TCN), hay Py-ta-go theo phiên âm tiếng Việt, là một nhà triết học Hy Lạp Ionian cổ đại, đã có công sáng lập học phái Pythagoras. Những lời dạy của ông về chính trị và tôn giáo từng một thuở rất có tiếng tăm ở Magna Graecia, đã gây ảnh hưởng đến các triết gia lỗi lạc như Platon, Aristoteles. Và cũng chính qua những vị này mà ảnh hưởng đến triết học phương Tây nói chung. Tuy còn nhiều khuất tất xung quanh thân thế của Pythagoras, song ông có lẽ là con trai của Mnesarchus, một người thợ khắc ngọc quý trên hòn đảo Samos. Các học giả hiện đại bất đồng về học vấn và tầm ảnh hưởng của Pythagoras, nhưng nhất trí rằng, vào khoảng năm 530 TCN, ông đã lữ hành tới Croton miền nam Ý, nơi ông thu nạp nhiều đồ đệ và dạy cách sống khổ tu theo kiểu công xã dưới ngôi trường do mình thành lập.
Học thuyết được xác định một cách chắc chắn thuộc về Pythagoras là metempsychosis, hay "sự đầu thai/luân hồi của hồn". Theo đó, ông cho rằng hồn là thứ bất tử, sau khi chết đi, sẽ nhập vào cơ thể khác. Ngoài ra, ông có lẽ là người đề xướng thuyết musica universalis, cho rằng các hành tinh di chuyển theo quy luật của các phương trình toán học, vì thế cộng hưởng và tạo nên bản hòa tấu ca mà ta không thể nghe thấy. Hiện còn nhiều tranh cãi xung quanh vấn đề liệu Pythagoras có thực sự đã phát triển các học thuyết số học và nhạc lý được quy cho ông hay không, hay chúng chỉ là sáng kiến từ các học trò của ông, đặc biệt là Philolaus xứ Croton. Sau chiến thắng của Croton trước thị quốc Sybaris vào khoảng năm 510 TCN, môn phái Pythagoras mâu thuẫn với những người ủng hộ chế độ dân chủ. Cuộc xung đột đã dẫn đến việc các hội quán Pythagoras bị thiêu rụi; bản thân Pythagoras có lẽ đã bị giết trong sự biến ấy, hoặc ông đã chạy trốn kịp thời tới Metapontum và dành phần đời còn lại ở đó.

## Nguồn tiểu sử

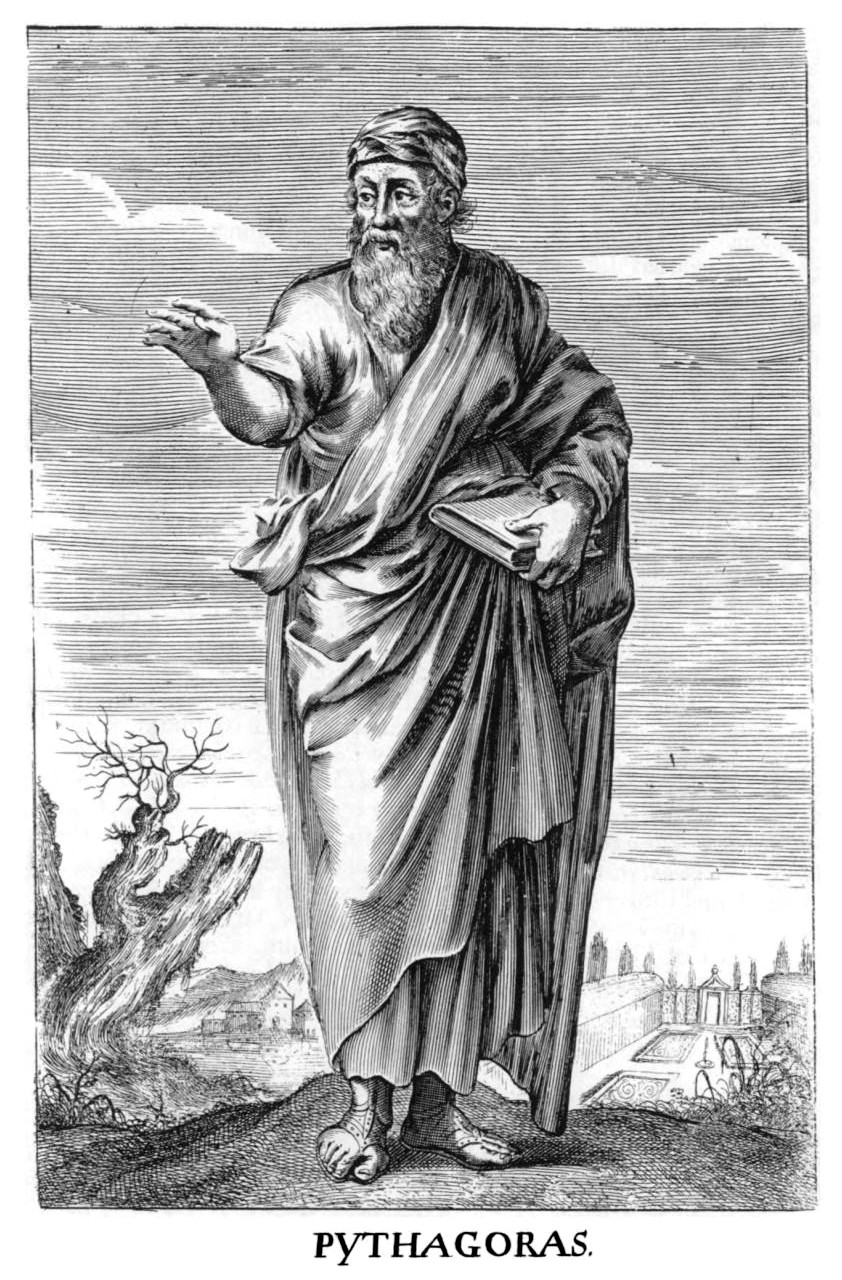
Hình minh họa giả tưởng về Pythagoras từ một bản chạm khắc thế kỷ thứ 17